# Julia Dahmen

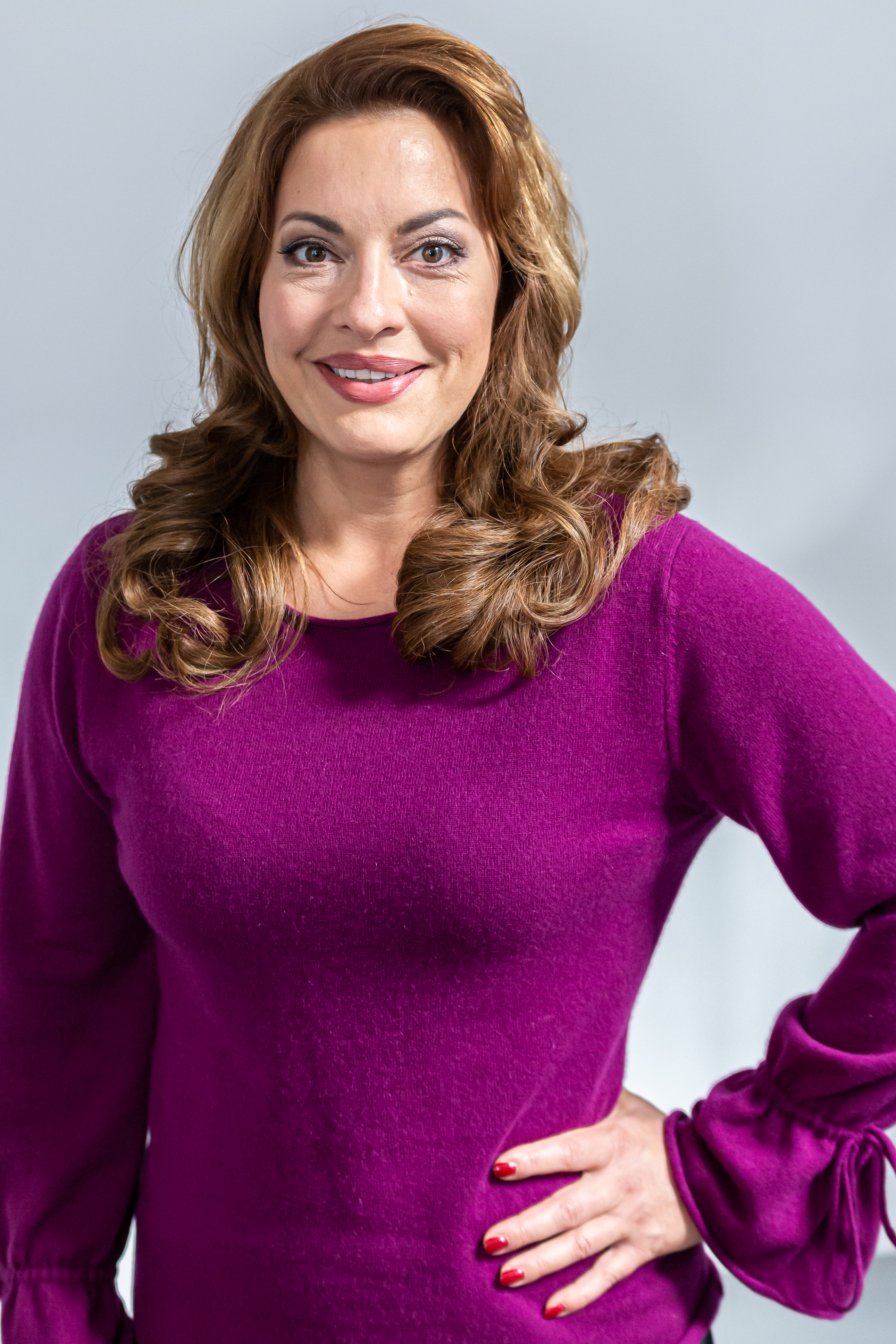
Julia Dahmen 2018

Julia Dahmen-Fiorito (* 2. April 1978 in Hamburg) ist eine deutsche Schauspielerin.

## Leben
Ihre Ausbildung absolvierte sie an der Stage School Hamburg. Sie spielte in den Serien Alle meine Töchter und Gegen den Wind. Vornehmlich wurde sie durch die ARD-Soap Marienhof bekannt, in der sie von 2005 bis zur letzten Folge im Jahr 2011 (mit einer neunmonatigen Babypause im Jahr 2009) die Rolle der Constanze Riemer verkörperte. Von Januar bis Februar 2015 spielte sie die Nebenrolle der Leonora Lopez in der Telenovela Sturm der Liebe, bis sie den Serientod starb.
Von Februar 2019 bis Oktober 2019 spielte sie die Hauptrolle der Yvonne Ziegler in der ARD-Telenovela Rote Rosen. Insgesamt hat sie 158 Folgen gedreht.
Dahmen ist die Tochter des Schauspielerehepaars Karlheinz Lemken und Andrea Dahmen. Auch ihre Großeltern Josef Dahmen und Gisela von Collande waren Schauspieler. Im November 2008 heiratete Dahmen ihren Lebensgefährten Carlo Fiorito, den Vater einer ihrer drei Söhne. Im Jahr 2020 wurden beide zudem Eltern einer Tochter.

## Theater (Auswahl seit 1999)
- Verführbarkeit auf beiden Seiten, kleines theater – Kammerspiele Landshut 1999/2000, Regie: Sven Grunert
- Das Spiel von Liebe und Zufall, kleines theater – Kammerspiele Landshut 2001/2002, Regie: Sven Grunert
- Dreimal Leben, kleines theater – Kammerspiele Landshut 2002/2003, Regie: Mathias Messmer
- Total Krass, kleines theater – Kammerspiele Landshut 2003/2004, Regie: Sven Grunert
- Sekretärinnen, kleines theater – Kammerspiele Landshut 2003/2004, Regie: Petra Dannenhöfer

## Filmografie (Auswahl)
- 1994: Derrick – Ein Mord und lauter nette Leute
- 1994–2001: Alle meine Töchter
- 1997: Das Traumschiff – Hawaii
- 1998: Balko – Stahldschungel
- 1998: Ein Fall für zwei – Verladen und verkauft
- 1998–1999: Gegen den Wind (7 Episoden)
- 1998/1999: Tierarzt Dr. Engel
- 1999 Der Alte – Episode 247: Die letzte Stunde
- 1999: Das Traumschiff – Traumschiff 2000 – Bali
- 2001: Der Bulle von Tölz: Bullenkur
- 2001: Eine Hochzeit und (K)ein Todesfall
- 2002: Der Glücksbote
- 2002: Wiedersehen am Gardasee
- 2003/2004: Der Fürst und das Mädchen
- 2003–2014: SOKO 5113 (3 Episoden)
- 2004, 2008, 2018: Die Rosenheim-Cops (3 Episoden)
- 2005: Mit Herz und Handschellen – 50 Stunden Eiszeit
- 2005: Das Traumschiff: Macau
- 2005–2011: Marienhof (Fernsehserie)
- 2008: Kreuzfahrt ins Glück – Hochzeitsreise nach Arizona (Fernsehserie)
- 2008, 2011, 2018: Aktenzeichen XY … ungelöst (Fernsehserie, 3  Episoden)
- 2015: Sturm der Liebe (Fernsehserie, 16 Episoden)
- 2015: Das Traumschiff – Macau (Fernsehserie, Episodenrolle)
- 2019: Rote Rosen (Fernsehserie)